# Cal Mateu (Sanaüja)
Cal Mateu és un edifici del municipi de Sanaüja (Segarra) que forma part de l'Inventari del Patrimoni Arquitectònic de Catalunya.

## Descripció

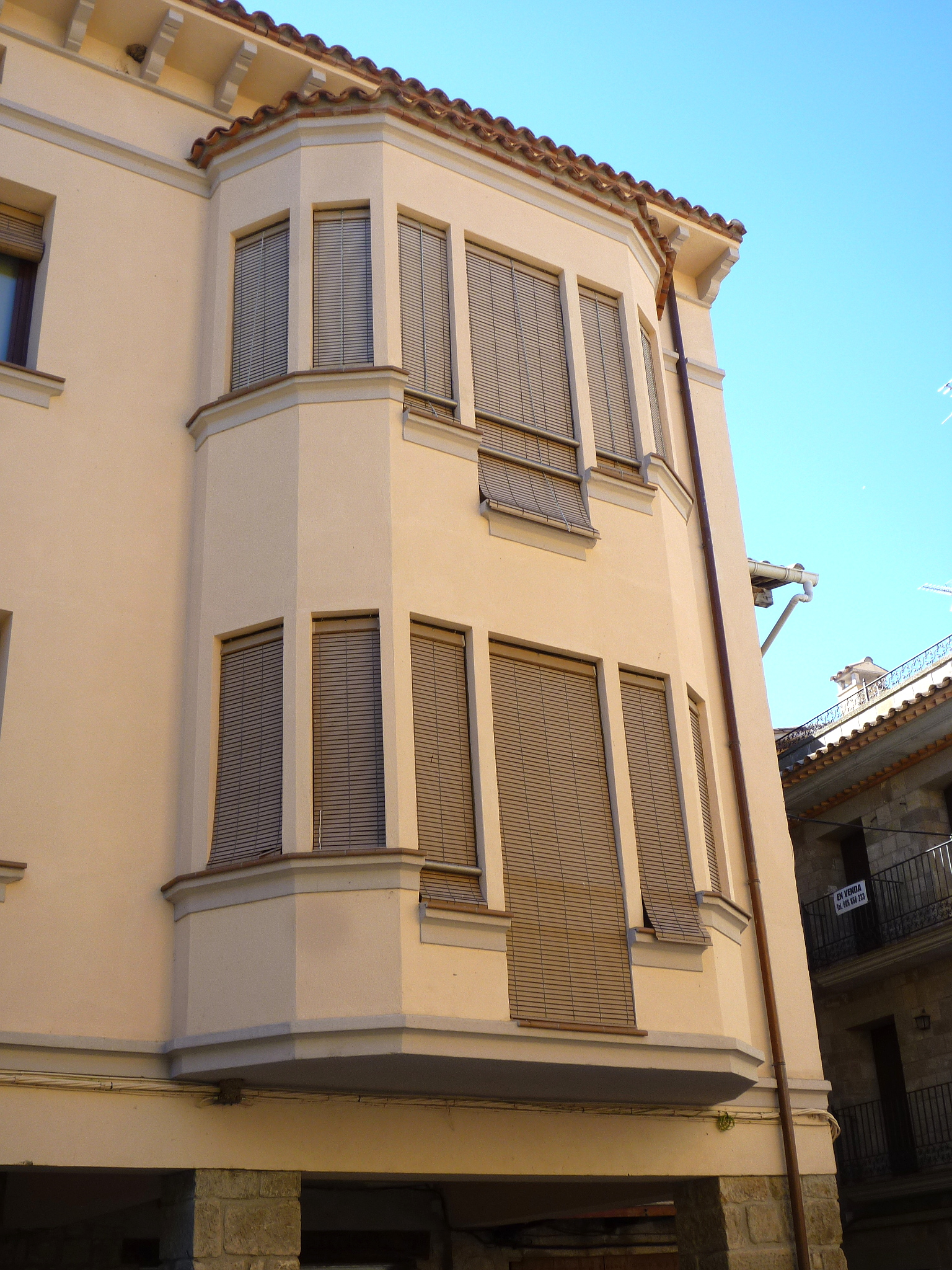
Detall d'una tribuna

És un habitatge plurifamiliar de grans dimensions, situat dins del nucli urbà, entre mitgeres de cases i obert al sector oest de la plaça Major de Sanaüja. L'edifici se'ns presenta de planta irregular estructurat en planta baixa, primer i segon pis, golfes, i amb coberta exterior a doble vessant. La façana d'ingrés dibuixa un angle, destacant la presència de tres tribunes poligonals que sobresurten del pla vertical, a partir del primer pis de l'habitatge.
La planta baixa resta coberta per una porxada que presenta sis obertures i que precedeix ambdues portes d'ingrés a l'habitatge plurifamiliar, garatges particulars i un establiment comercial (carnisseria). Destaquem finalment, el voladís sostingut per mènsules que ressegueix el perímetre de la façana d'ingrés de l'habitatge. L'obra presenta un parament arrebossat i de factura senzilla, cobert exteriorment amb teula àrab.

## Història
La plaça Major de Sanaüja és de forma rectangular i bastida en un pla inclinat. Destaquem la manca de regularitat i homogeneïtat entre els mateixos porxos de la plaça, fruit de la construcció i remodelació de les façanes que els originen.